# Vladimir Đorđević
Vladimir Đorđević (Niš, 1982. december 25. –) szerb labdarúgó.

## Sikerei, díjai
Crvena zvezda
- Szerb bajnok: 2007
- Szerb kupagyőztes: 2007

 Győri ETO
- Magyar bajnok: 2013